# 福井県道204号大谷杉津線
福井県道204号大谷杉津線（ふくいけんどう204ごう おおたにすいづせん）は福井県南条郡南越前町と同県敦賀市を結ぶ一般県道（福井県道）である。

## 概要
- 起点：福井県南条郡南越前町大谷
- 終点：福井県敦賀市杉津

南条郡南越前町（旧河野村）大谷と敦賀市北東部の東浦地区（旧敦賀郡東浦村）を結ぶ。福井県を大きく二分する嶺北と嶺南のいわれとなった木ノ芽峠（木嶺）がある敦賀湾東縁山地（鉢伏山地）を敦賀湾沿いに縦貫している。
嶺北と嶺南を結ぶ県道は、本路線と南越前町（旧今庄町）今庄から主に北陸本線旧線跡を辿って敦賀市杉津（本路線終点より約300 m北）に至る福井県道207号今庄杉津線の2路線のみとなっている。

## 道路状況
現道部分

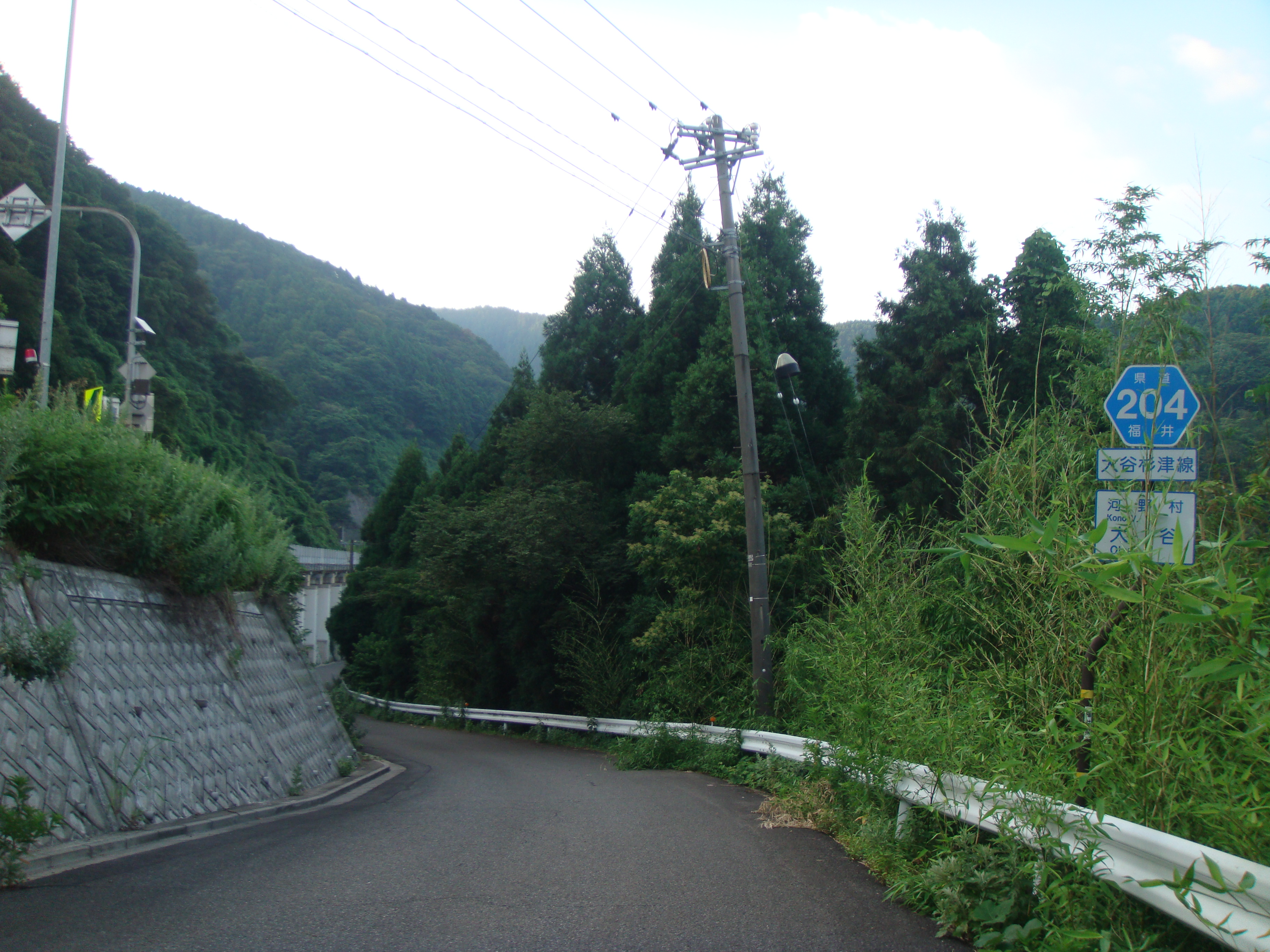
現道の起点付近（2011年撮影）

現道部分は、新潟県西部の親不知のような急峻な断崖の中腹（標高40mから160m前後）を縦貫している。起点は、標高約120mに位置する国道8号の交点であり、大谷第5トンネルと敦賀トンネルに挟まれた、急カーブに位置している。この起点から東浦駐在所前交差点までの区間は1車線から1.5車線程度の狭隘道路である。敦賀市内では元比田ならびに大比田の各集落の中心部を通っている一方、南越前町側の沿道には民家は無い。2011年（平成23年）現在、現道部分は南越前町大谷の現道としおかぜラインとを結ぶ町道との交差点から敦賀市元比田の集落末端部までの区間で事実上、通年通行止めとなっており、地域住民以外の往来は不可能である。
かつては敦賀警察署東浦駐在所前より南側に延び同市杉津の集落内を抜けたあと国道8号に接続していたが、新道の終端部であった東側の国道8号大比田交差点方向を現道に指定替えのうえ市道へ格下げとなっている。
新道部分

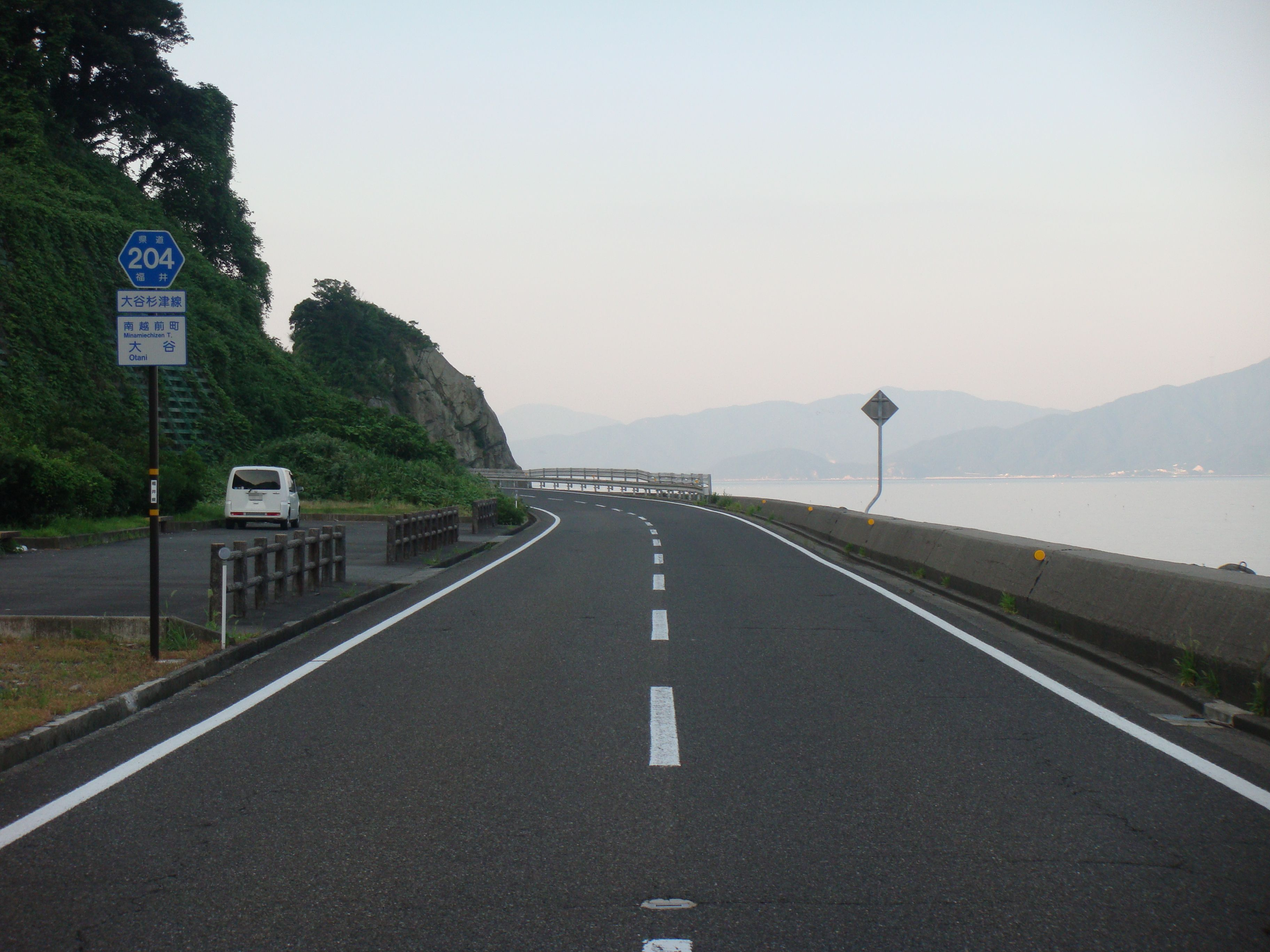
新道の事実上の起点（2011年撮影）

新道部分はかつての河野海岸有料道路であった越前・河野しおかぜラインが指定されている。並行する現道部分がアップダウンを繰り返す狭隘道路であるのに対し、新道はアップダウンの無い、海岸に橋梁を設置した両側2車線（片側1車線）のルートである。事実上の新道の起点である交差点は三叉路となっている。越前・河野しおかぜラインとして越前海岸へ続く国道305号と直結し、また現道部分と連絡する町道と交わっている。

## 歴史
- 1972年（昭和47年）3月21日：路線認定。
- 2022年（令和4年）8月5日の集中豪雨により土砂災害が発生。南越前町大谷から敦賀市元比田までの間、約2kmが通行不能となった[1]。

## 接続路線
現道
- 国道8号（南越前町大谷、起点）
- 本路線新道（敦賀市大比田）
- 国道8号（敦賀市大比田・大比田交差点 -＜重複＞- 同市杉津、終点）

国道8号重複区間内の接続路線
- 福井県道207号今庄杉津線（敦賀市杉津）

新道
- 国道305号＜越前・河野しおかぜライン部＞（南越前町大谷）
- 本路線現道（敦賀市大比田）

## 重複区間
- 国道8号（敦賀市大比田・大比田交差点 - 同市杉津：終点）

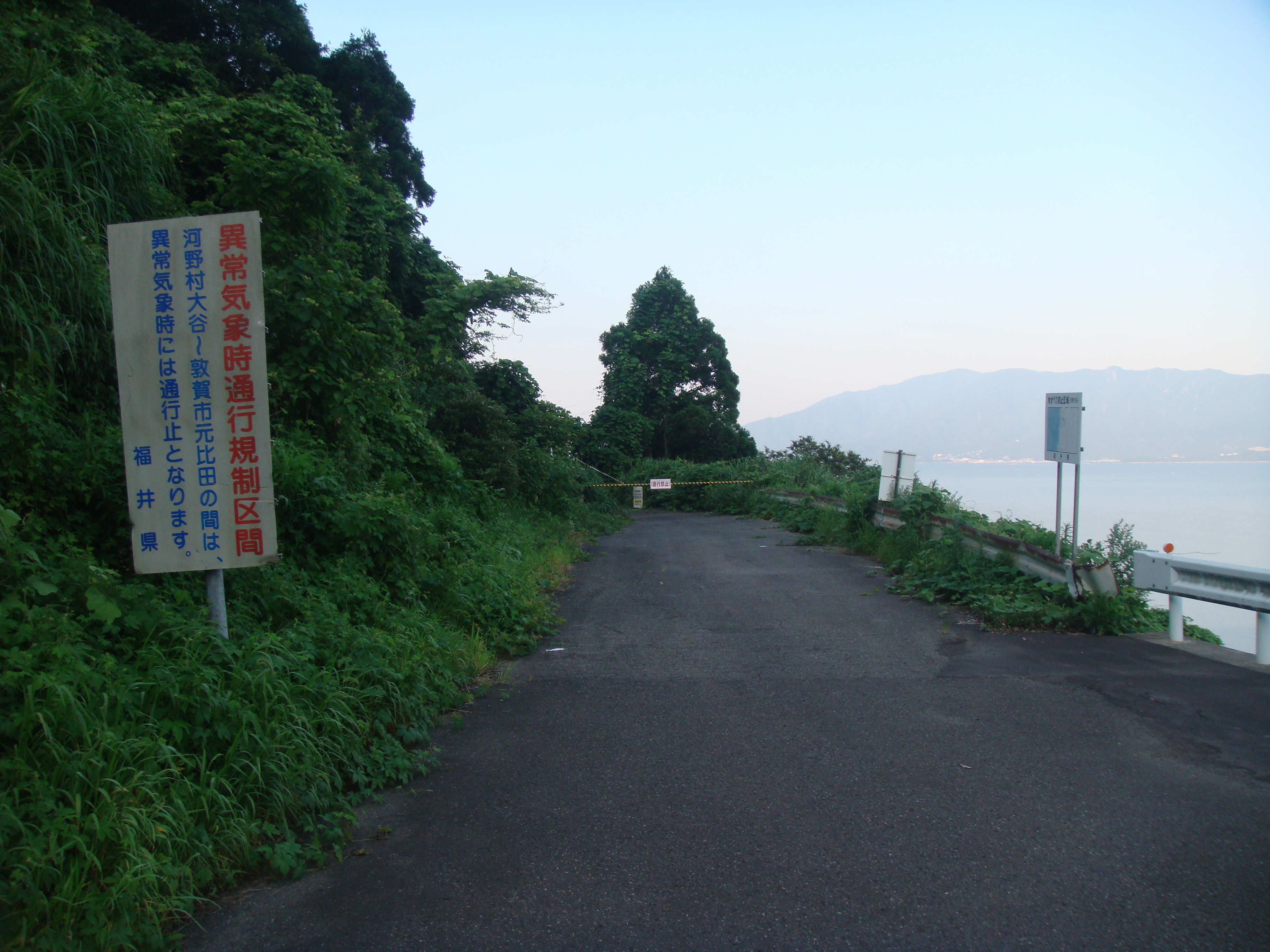
南越前町大谷にある車両通行不能区間の起点（2011年撮影）

## 異常気象時通行規制区間
- 南越前町大谷 - 敦賀市元比田［現道］
  - 市町境にまたがる区間である。この区間は前述の通行止め区間と一致している。

## 道路の通称
- 越前・河野しおかぜライン（南越前町大谷［新道］ - 敦賀市大比田）

## 通過する自治体
- 福井県
  - 南条郡南越前町 - 敦賀市

## バス路線
- 敦賀市コミュニティバス（東浦線：杉津口 - 元比田）

## 周辺
- 日本海
- 敦賀湾
- 越前海岸
- 敦賀市立東浦小学校
- 敦賀市立東浦中学校
- 横浜海水浴場
- 大比田海水浴場

## 別名
- 越前・河野しおかぜライン（敦賀市、南越前町）